# Erik Ivar Fredholm
Erik Ivar Fredholm (n. 7 aprilie 1866 la Stockholm - d. 17 august 1927 la Mörby lângă Stockholm) a fost un matematician suedez.
A pus bazele teoriei moderne ale ecuațiilor integrale.
Lucrarea sa, Acta mathematica, publicată în 1903, este considerată ca bază a teoriei operatorilor.

## Activitate științifică
Studiile sale se înscriu în teoria ecuațiilor integrale liniare de ordinul al doilea, cu aplicații în fizică.
A creat teoria ecuațiilor integro-diferențiale de tip Fredholm, adică cu limite fixe, cu o singură și mai multe variabile independente și a demonstrat că aceste ecuații joacă un rol special referitor la rezolvarea problemei lui Dirichlet, în calculul rezistenței materialelor, în teoria elasticității și teoria potențialului.
A mai adus contribuții și în domeniul mecanicii și al fizicii matematice.
Un crater lunar îi poartă numele.

## Scrieri
- 1900: Sur une nouvelle méthode pour la résolution du problème de Dirichlet;
- 1902: Sur une classe de transformations relationnelles;
- 1903: Sur une classe d'équations fonctionnelles.

1. 1 2 3  Autoritatea BnF, accesat în 10 octombrie 2015
2. 1 2 3 4 5  E Ivar Fredholm (în suedeză), Svenskt biografiskt lexikon
3. ↑  MacTutor History of Mathematics archive, accesat în 22 august 2017
4. ↑  Фредгольм Эрик Ивар, Marea Enciclopedie Sovietică (1969–1978)[*]
5. ↑  Erik Ivar Fredholm, Opća i nacionalna enciklopedija
6. ↑  Ivar Fredholm, FinnGraven.se[*], accesat în 22 ianuarie 2018
7. 1 2 3  Complete Dictionary of Scientific Biography[*] Verificați valoarea |titlelink= (ajutor)